# Sint-Donatuskerk (Aarlen)
De Sint-Donatuskerk in Aarlen (België) is een kerk, gelegen op de centraal gelegen heuvel in de stad, La Knippchen, die reeds door de Gallo-Romeinse bevolking van Orolaunum werd gebruikt als onneembare plaats ten tijde van de Grote Volksverhuizing (269-270).
In de elfde eeuw werd op deze plaats een burcht gebouwd, die in 1558 werd verwoest door de Fransen. Tussen 1621 en 1626 bouwden de Kapucijnen op de ruïnes van dit kasteel hun klooster en de kerk. Naast de kerk stond de toegangspoort van de abdij van Clairefontaine, die verwoest werd tijdens de Franse Revolutie.. De kerk werd versterkt onder de regering van Lodewijk XIV, gerestaureerd in 1851 en opnieuw aan het eind van de 19e eeuw. De Chemin royal de la Croix (Koninklijke weg van het Kruis) of montée de Saint-Donat (helling van Sint-Donatus), is een stenen Kruisweg uit 1846 die naar de kerk leidt en sinds 1992 is geklasseerd als belangrijk erfgoed van Wallonië. Vanop de kerktoren heeft men een vrij uitzicht over de drie aan elkaar grenzend landen: België, het groothertogdom Luxemburg en Frankrijk.
De beiaard luidt dagelijks om het uur het deuntje Zu Arel op der Knippchen, een traditioneel volkslied van het Land van Aarlen en het groothertogdom Luxemburg en officieuze hymne van de Belgische provincie Luxemburg.

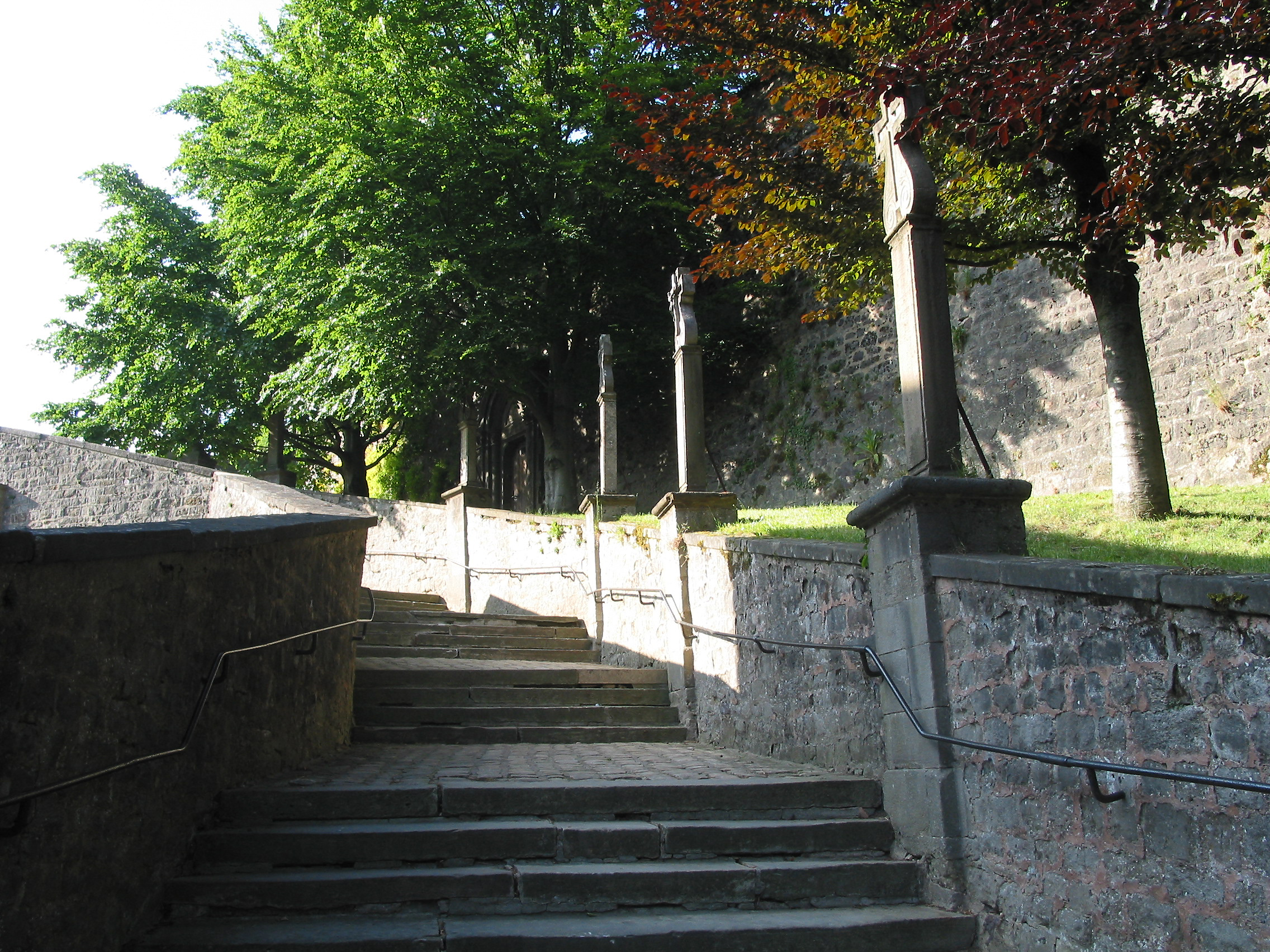
De montée de Saint-Donat.
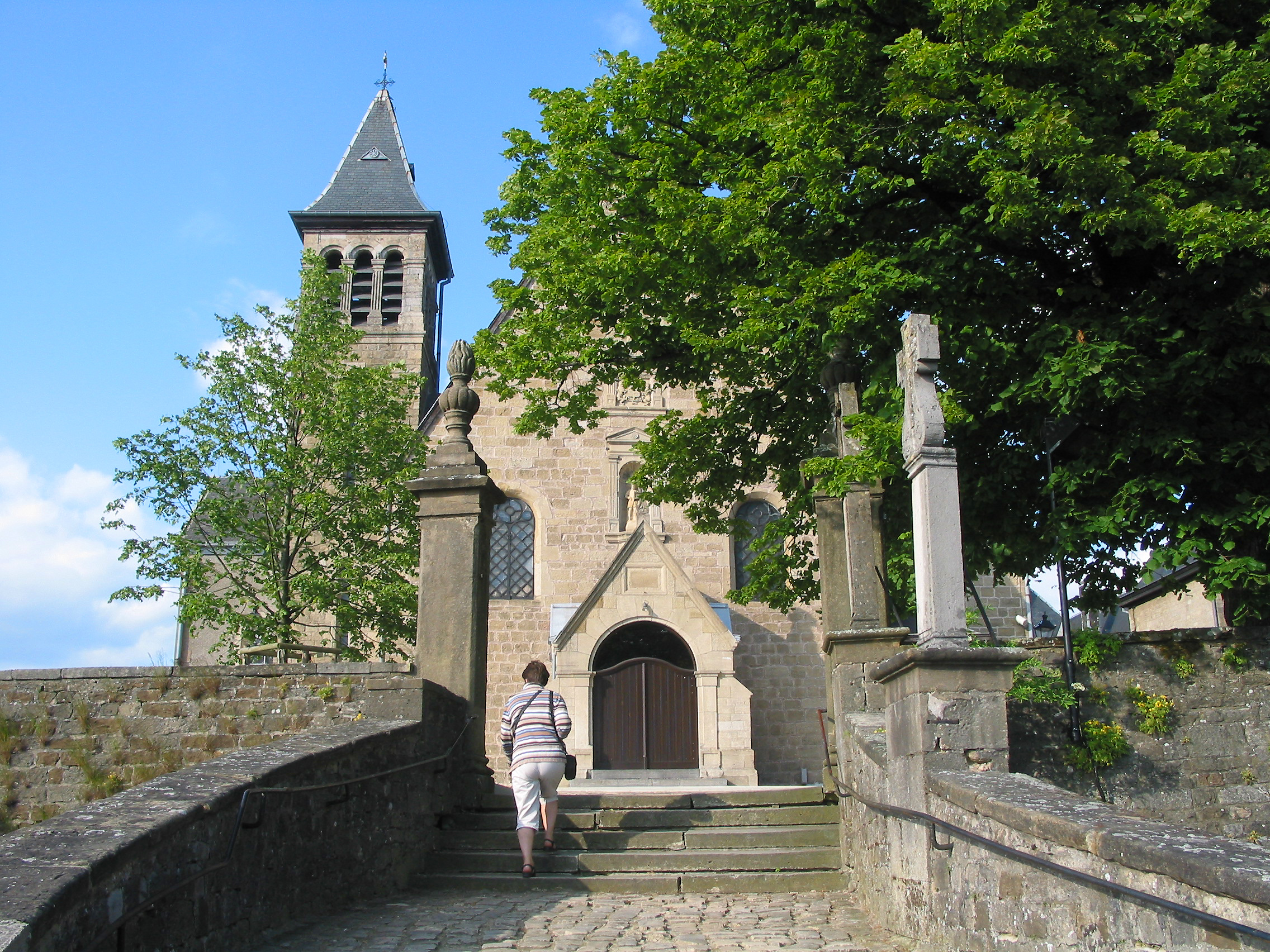
De aankomst op de top.
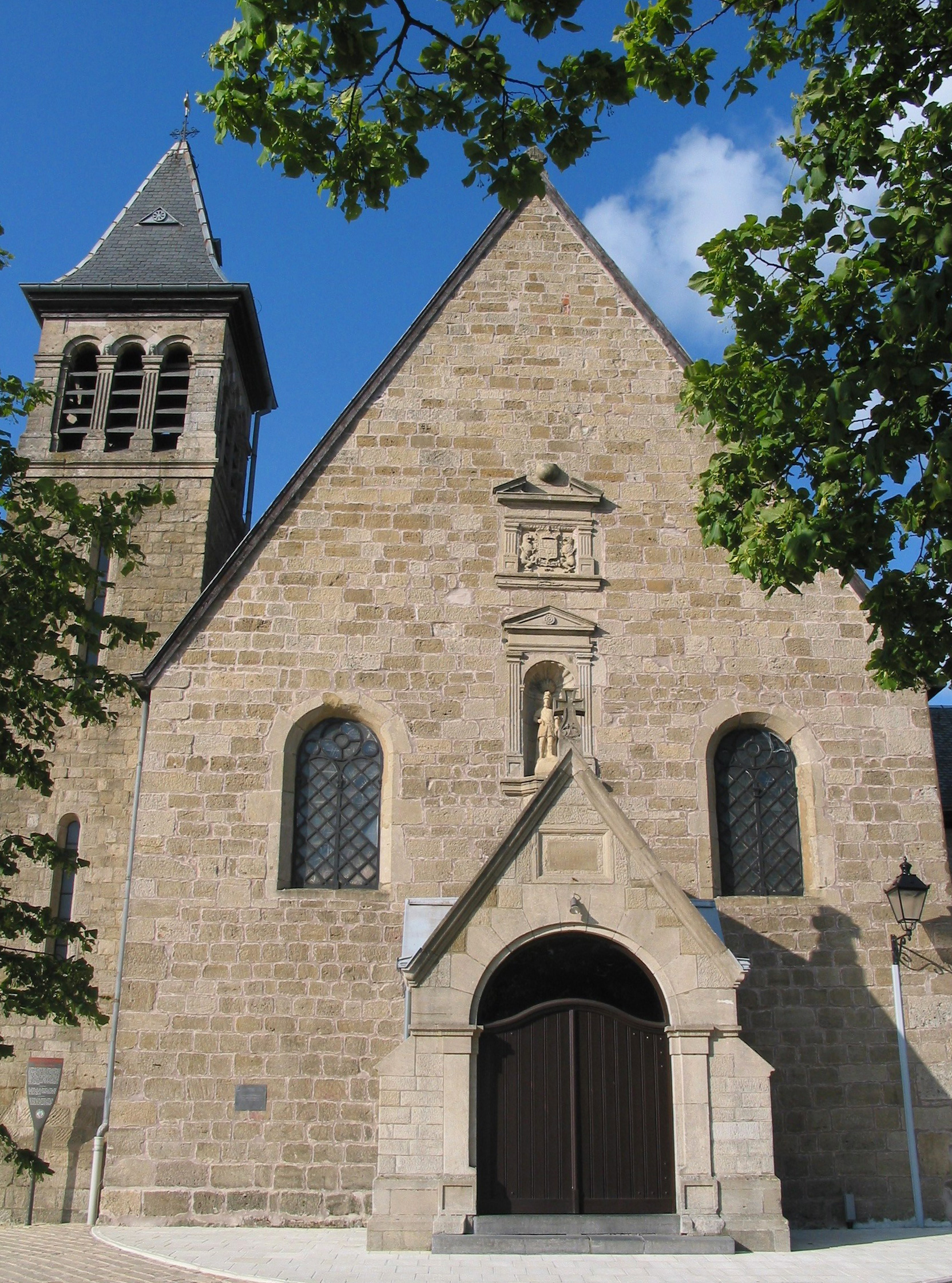
De ingang.
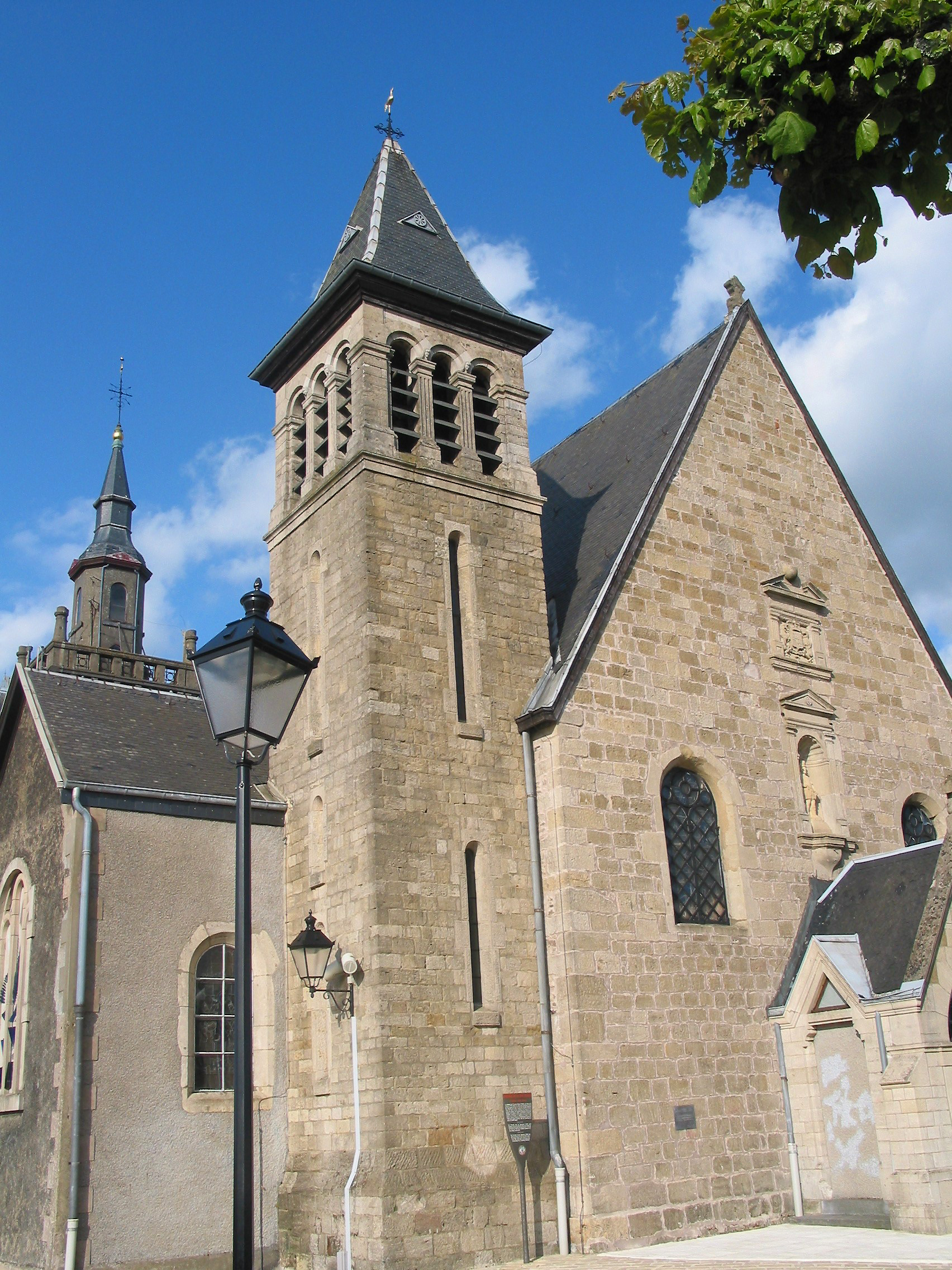
De klokkentoren.
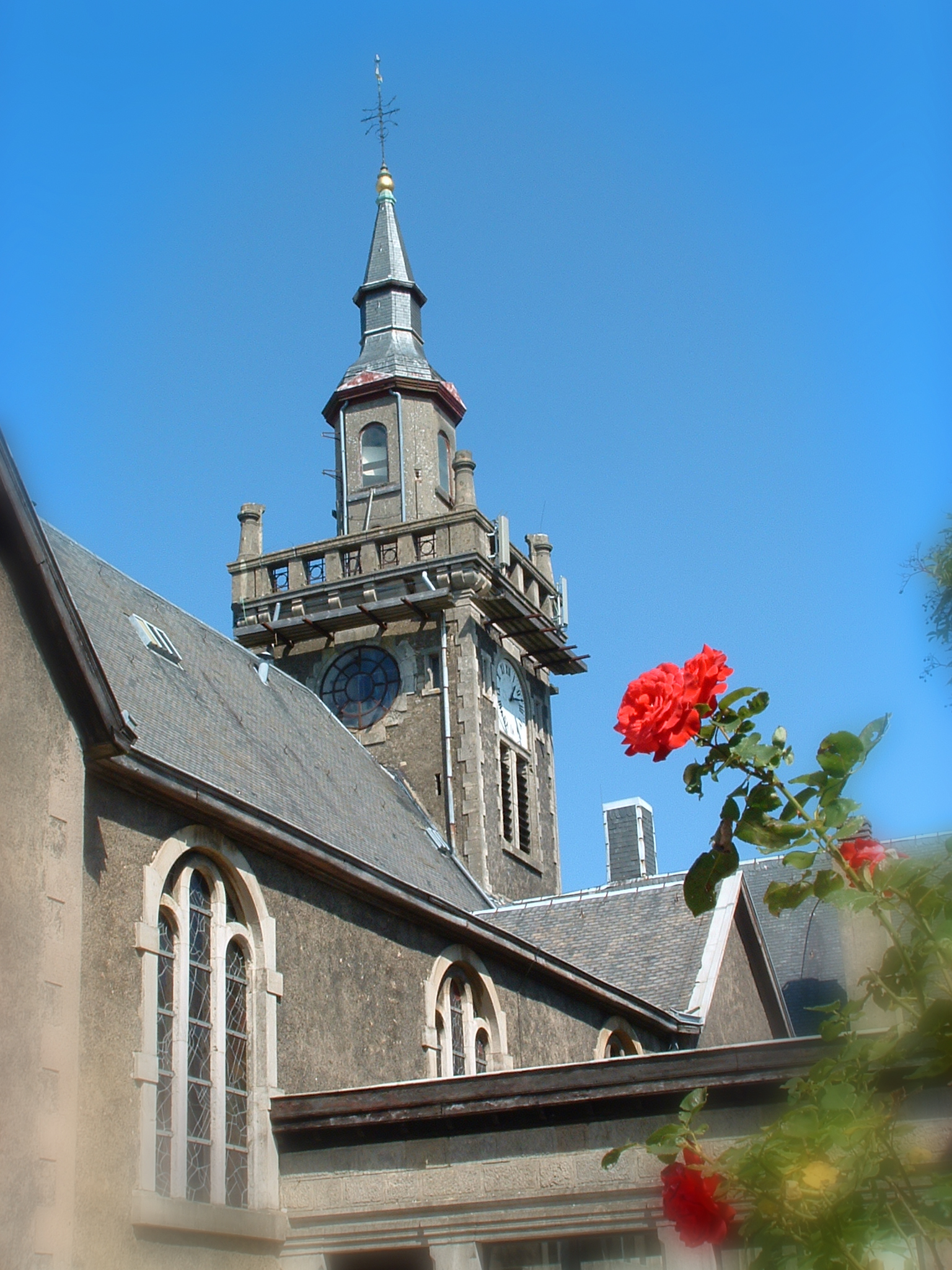
De uitzichttoren en het weids uitzicht dat het biedt.

## Bezoeken
Sinds begin mei 2017 is het terug mogelijk de kerktoren, die vijfentwintig jaar lang niet toegankelijk was, te bezoeken en beklimmen.
De Belvédère of uitzichttoren zelf is ongeveer 35 m hoog, terwijl de heuvel waarop deze staat zelf 428 meter hoog is, wat een weids uitzicht biedt over Belgisch-Lotharingen met name het land van Aarlen en de Gaume tot aan het Ardens plateau.
De toren werd tussen 1905 en 1907 opgetrokken om de oorspronkelijke klokkentoren van de Kapucijnen te vervangen en is een toeristische attractie van de stad.
De bezoekers bereiken over 134 treden de bovenste openluchtgalerij van de toren en passeren hierbij de klokkentoren.

## Referentie
- Dit artikel of een eerdere versie ervan is een (gedeeltelijke) vertaling van het artikel Église Saint-Donat d'Arlon op de Franstalige Wikipedia, dat onder de licentie Creative Commons Naamsvermelding/Gelijk delen valt. Zie de bewerkingsgeschiedenis aldaar.